# Tjeerd Staal

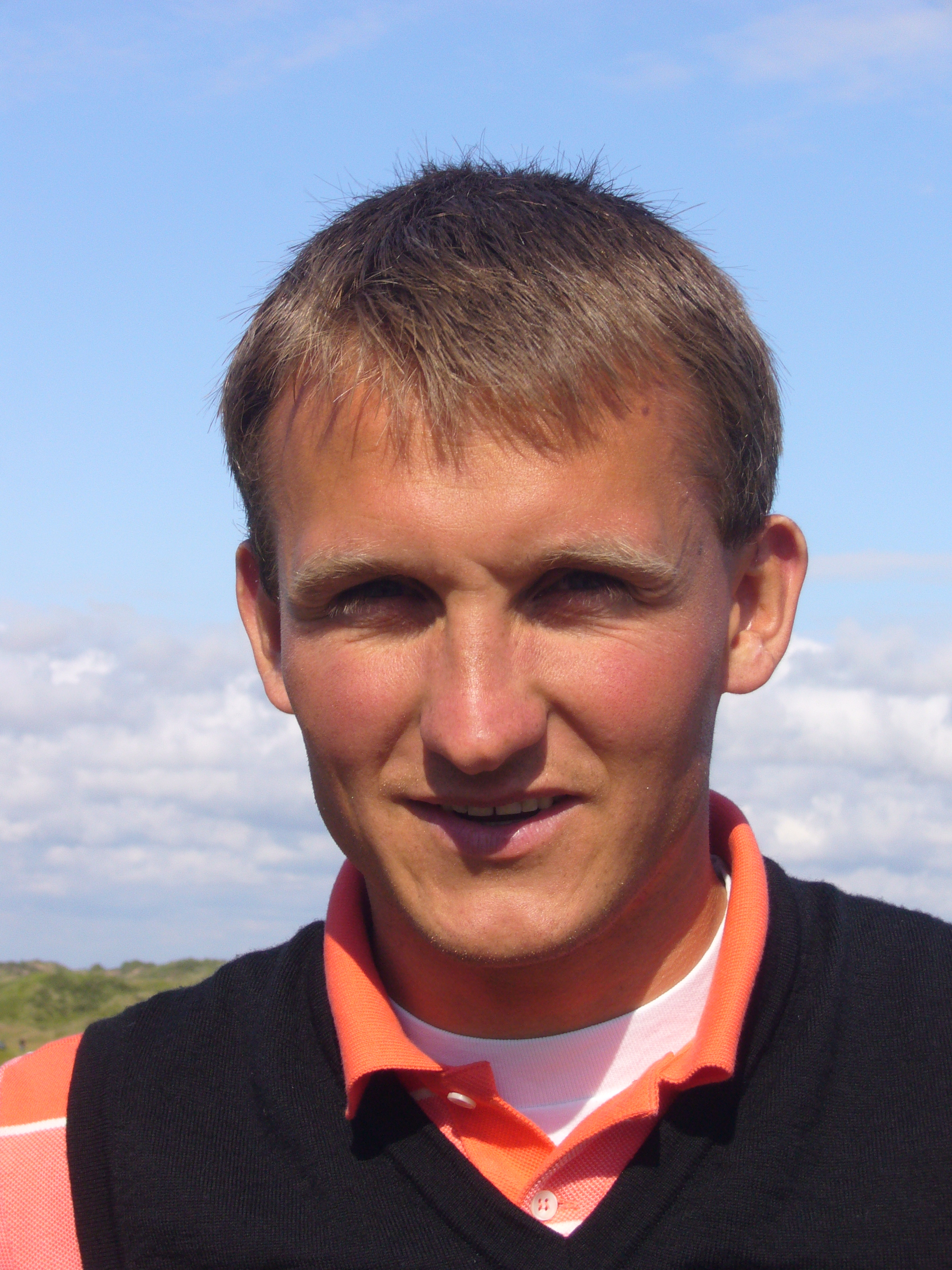
Tijdens het Nationaal Open, 2009

Tjeerd Staal (Leiden, 3 juli 1980) is een Nederlandse golfprofessional. 

## Amateur
Staal werd veranderde in zeven jaar van ballenraper tot winnaar van het Nationaal Open. Hij werd in 1999 lid van de Noordwijkse Golfclub. Daar werd hij clubkampioen en drievoudig nationaal jeugdkampioen. Staal speelde in Jong Oranje en later in Oranje. 
In 2000 speelde Staal competitie voor Noordwijk. Zijn partner is Marco van Basten, die ook nieuw in het team was.

#### Gewonnen
- 1995: Dutch Junior Masters
- Clubkampioen Strokeplay van de Noordwijkse Golfclub in 1999, 2000, 2001
- Clubkampioen Matchplay van de Noordwijkse Golfclub in 2000
- Nationaal Jeugdkampioen Matchplay in 1996, 2000 en 2001
- Canon European Young Masters in 2000

#### Teams
- Landkampioen met Noordwijk

## Professional
Begin 2004 wordt Staal professional. Hij sluit de opleiding aan de Fontys Sporthogeschool voor golfprofessional eind 2005 af en gaat op de EPD Tour spelen. Daar eindigt hij eind 2006 op de 70ste plaats op de EPD Order of Merit, eind 2008 is hij opgeklommen tot de 46ste plaats. Hij speelt ook de wedstrijden van de Dutch Tour. Zijn coach is Tom O'Mahoney
Staal geeft twee dagen per week les bij Dekker in Warmond en traint 's zondags de jeugd van de Noordwijkse Golfclub. 
Staal speelt zo'n 90 rondes per jaar op Noordwijk. Tijdens zijn eerste dag op het Nationaal Open 2009 was er stevige wind en waren de scores in het algemeen relatief hoog, maar maakte hij een 74 en kwam hij op de tweede plaats met één slag meer dan Mark Reynolds. In ronde 2 maakte hij bij rustiger weer 73 en Reynolds 72 en stonden ze weer nummer 1 en 2. In ronde 3 maakte Reynolds te veel bogies en kwam Staal met twee slagen voorsprong aan de leiding. Ondanks een triple-bogie op hole 7 won hij zijn eerste toernooi als professionele speler.

#### Gewonnen
- 2009: Nationaal Open op de Noordwijkse, beste pro met +5;

#### Teams
In 2008 speelde hij de Interland Holland - België op de Royal Golf Club des Fagnes. Zijn teamgenoten zijn John Boerdonk, Johan Eerdmans, Ronald Stokman, Hiddo Uhlenbeck en Ruben Wechgelaer. De Belgen winnen in Spa met 6,5 - 2,5;